# Homalia pourretiana
Homalia pourretiana là một loài rêu trong họ Neckeraceae. Loài này được Roum. mô tả khoa học đầu tiên năm 1870.
Danh pháp khoa học của loài này chưa được làm sáng tỏ. 